# Suzuki Kantarō

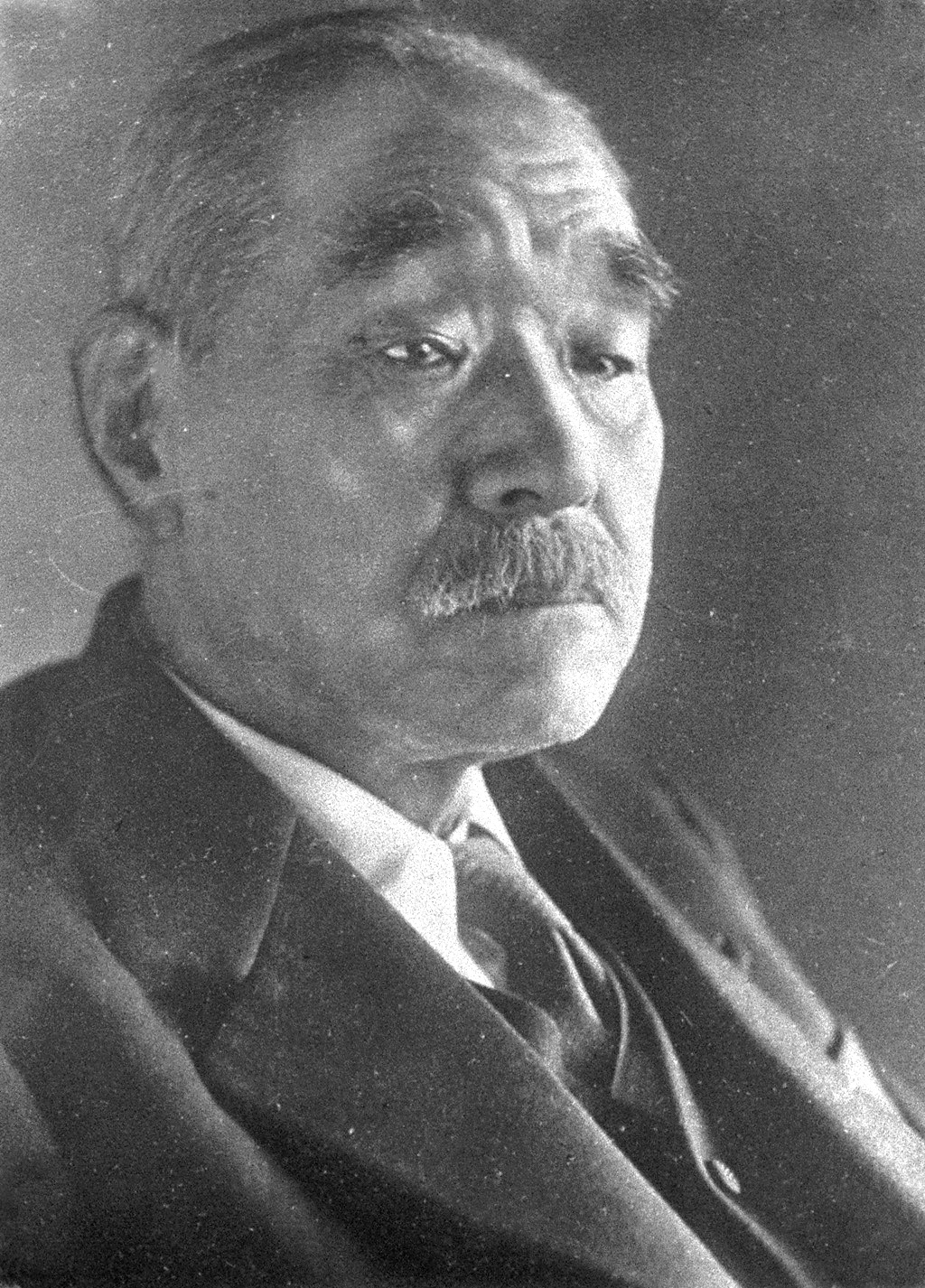
Suzuki Kantarō

Suzuki Kantarō (japanisch 鈴木貫太郎; * 18. Januar 1868 in Sakai, Präfektur Osaka; † 17. April 1948 in Noda, Präfektur Chiba) war ein japanischer Admiral und 1945 Premierminister.

## Leben und Wirken
Suzuki Kantarō machte seinen Abschluss an der Marineakademie, machte Karriere und wurde 1923 zum Admiral befördert. Er wurde 1924 Kommandeur der Kombinierten Flotte und 1925 Chef des Admiralstabs, eine Position, die er bis 1929 innehatte.
Versetzt in den Ruhestand war er von 1929 bis 1940 Mitglied des Geheimen Staatsrats und gleichzeitig Großkämmerer. Letztere Position gab er nach seinen schweren Verletzungen, die er beim Putschversuch vom 26. Februar 1936 erlitten hatte, auf.
Während des Pazifikkriegs war er von 1940 bis 1944 Vizepräsident des Geheimen Rates, dann vom 7. August 1944 bis 7. Juni 1945 dessen Präsident. Er löste Koiso Kuniaki als Premierminister ab und leitete vom 7. April 1945 bis 17. August 1945 als 42. Premierminister Japans (29. Amtsinhaber) die Regierung. Die Lage Japans war bereits katastrophal und das Kabinett war gespalten zwischen dem Wunsch für Frieden und für einen letzten Kampf auf dem japanischen Heimatland. Das Kabinett versuchte sogar ohne Erfolg, die Sowjetunion als Friedensvermittler zu gewinnen – diese hatte sich jedoch bei der Konferenz von Jalta bereits zum Kriegseintritt gegen Japan verpflichtet.
Nach den Atombombenabwürfen auf Hiroshima und Nagasaki akzeptierte das Kabinett die Potsdamer Erklärung und die bedingungslose Kapitulation.
Nach dem Krieg war Suzuki vom 15. Dezember 1945 bis 13. Juni 1946 noch einmal Vorsitzender des Geheimen Rates.